# شهرآورد مشهد
شهرآورد مشهد یا دربی مشهد یا شهرآورد خراسان نام داده‌شده به شهرآورد فوتبال بین باشگاه‌های فوتبال مشهدی پدیده و سیاه‌جامگان بود.نکته جالب درباره این شهرآورد این است؛ که هر دو تیم حاضر در آن هم اکنون منحل شده اند.

## پدیده و مشکی‌پوشان
| #  | تاریخ      | شهر خودرو (پدیده) - مشکی‌پوشان (سیاه‌جامگان) | پدیده                                   | سیاه‌جامگان                           | تورنمنت                       | تعداد تماشاگران | ورزشگاه            |
| -- | ---------- | ------------------------------------------ | --------------------------------------- | ------------------------------------ | ----------------------------- | --------------- | ------------------ |
| ۱  | ۱۳۹۲-۰۷-۱۴ | ۱–۱                                        | بهمن طهماسبی                            | حمید مروی                            | لیگ آزادگان ۹۳–۱۳۹۲           |                 | ورزشگاه ثامن‌الائمه |
| ۲  | ۱۳۹۲-۱۰-۲۸ | ۱–۱                                        | مهرداد آوخت                             | روح‌الله باقری                        | لیگ آزادگان ۹۳–۱۳۹۲           |                 | ورزشگاه ثامن‌الائمه |
| ۳  | ۱۳۹۳-۱۱-۰۲ | ۱–۱                                        | میلان (۸۰)                              | حمید مروی (۲۰)                       | بازی دوستانه                  |                 | ورزشگاه ثامن‌الائمه |
| ۴  | ۱۳۹۳-۱۲-۲۱ | ۳–۱                                        | علی چوپانی، یونس شاکری، محمدحسن رجب‌زاده |                                      | بازی دوستانه                  |                 | ورزشگاه ثامن‌الائمه |
| ۵  | ۱۳۹۴-۰۱-۱۱ | ۷–۲                                        |                                         |                                      | بازی دوستانه                  |                 | ورزشگاه ثامن‌الائمه |
| ۶  | ۱۳۹۴-۰۶-۲۴ | ۱–۰                                        | مهدی خیری (۱۸)                          |                                      | لیگ برتر فوتبال ایران ۹۵–۱۳۹۴ |                 | ورزشگاه ثامن‌الائمه |
| ۷  | ۱۳۹۴-۰۸-۲۲ | ۰–۰                                        |                                         |                                      | بازی دوستانه                  | ۵۰              | ورزشگاه ثامن‌الائمه |
| ۸  | ۱۳۹۴-۰۹-۱۵ | ۳–۲                                        |                                         |                                      | بازی دوستانه                  |                 | ورزشگاه ثامن‌الائمه |
| ۹  | ۱۳۹۴-۱۱-۳۰ | ۱–۱                                        | رضا ناصحی(۲)                            | غلامرضا عنایتی (۶۰)                  | لیگ برتر فوتبال ایران ۹۵–۱۳۹۴ | ۳۴۰۰            | ورزشگاه ثامن‌الائمه |
| ۱۰ | ۱۳۹۵-۰۱-۰۸ | ۱–۱                                        | میثم نقی‌زاده                            | حسین کریمی                           | بازی دوستانه                  |                 | ورزشگاه ثامن‌الائمه |
| ۱۱ | ۱۳۹۵-۰۲-۱۵ | ۲–۱                                        | محسن یوسفی حسین بادامکی                 | حسین زامهران                         | بازی دوستانه                  |                 | ورزشگاه ثامن‌الائمه |
| ۱۲ | ۱۳۹۵-۰۵-۱۰ | ۱–۱                                        | معین عباسیان (۸۱)                       | ایوب کلانتری (پ) (۵۵)                | لیگ برتر فوتبال ایران ۹۶–۱۳۹۵ | ۳۱۰۰            | ورزشگاه ثامن‌الائمه |
| ۱۳ | ۱۳۹۵-۰۶-۱۱ | ۱–۱                                        | معین عباسیان                            |                                      | بازی دوستانه                  |                 | ورزشگاه ثامن‌الائمه |
| ۱۴ | ۱۳۹۵-۰۷-۱۶ | ۲–۱                                        | معین عباسیان، یونس شاکری                | عبدالرضا زارعی                       | بازی دوستانه                  |                 | ورزشگاه ثامن‌الائمه |
| ۱۵ | ۱۳۹۵-۰۸-۲۹ | ۰–۳                                        |                                         | علیرضا عباسی (۲گل)، حمیدرضا علی عسگر | بازی دوستانه                  |                 | ورزشگاه ثامن‌الائمه |
| ۱۶ | ۱۳۹۵-۱۰-۲۹ | ۱–۱                                        | میلاد کمندانی(۳۷)                       | عباس عسگری (۳۸)                      | لیگ برتر فوتبال ایران ۹۶–۱۳۹۵ | ۱۰۰۰            | ورزشگاه ثامن‌الائمه |
| ۱۷ | ۱۳۹۶-۰۹-۱۰ | ۲–۰                                        | محمدرضا خانزاده (۷۵)، محمد قاضی (۹۳)    |                                      | لیگ برتر فوتبال ایران ۹۷–۱۳۹۶ | ۱۰۰۰            | ورزشگاه ثامن‌الائمه |
| ۱۸ | ۱۳۹۷-۰۲-۰۲ | ۲–۱                                        | معین عباسیان (۳۱)، محمد قاضی (۴۱)       | یونس شاکری (۳۷)                      | لیگ برتر فوتبال ایران ۹۷–۱۳۹۶ | ۲۰۰۰            | ورزشگاه امام رضا   |

| رنگ      | توضیح          |
| -------- | -------------- |
| رنگ سیاه | برد سیاه‌جامگان |
| رنگ قرمز | برد پدیده      |
| رنگ سفید | تساوی          |

### نتایج کلی
| رتبه | تیم        | بازی | برد | تساوی | باخت | گل‌های‌زده | گل‌های‌خورده | تفاضل‌گل | امتیاز |
| ---- | ---------- | ---- | --- | ----- | ---- | -------- | ---------- | ------- | ------ |
| ۱    | پدیده      | ۱۸   | ۸   | ۹     | ۱    | ۳۰       | ۱۹         | ۱۱+     | ۳۳     |
| ۲    | سیاه‌جامگان | ۱۸   | ۱   | ۹     | ۸    | ۱۹       | ۳۰         | ۱۱-     | ۱۲     |

### آمار نتیجه‌ها
| تورنمنت                   | بازی | برد پدیده | تساوی | برد سیاه‌جامگان |
| ------------------------- | ---- | --------- | ----- | -------------- |
| لیگ (آزادگان و خلیج فارس) | ۸    | ۳         | ۵     | ۰              |
| جام حذفی                  | ۰    | ۰         | ۰     | ۰              |
| دوستانه                   | ۱۰   | ۵         | ۴     | ۱              |
| سوپر جام                  | ۰    | ۰         | ۰     | ۰              |
| مجموع                     | ۱۸   | ۸         | ۹     | ۱              |

### ورزشگاه

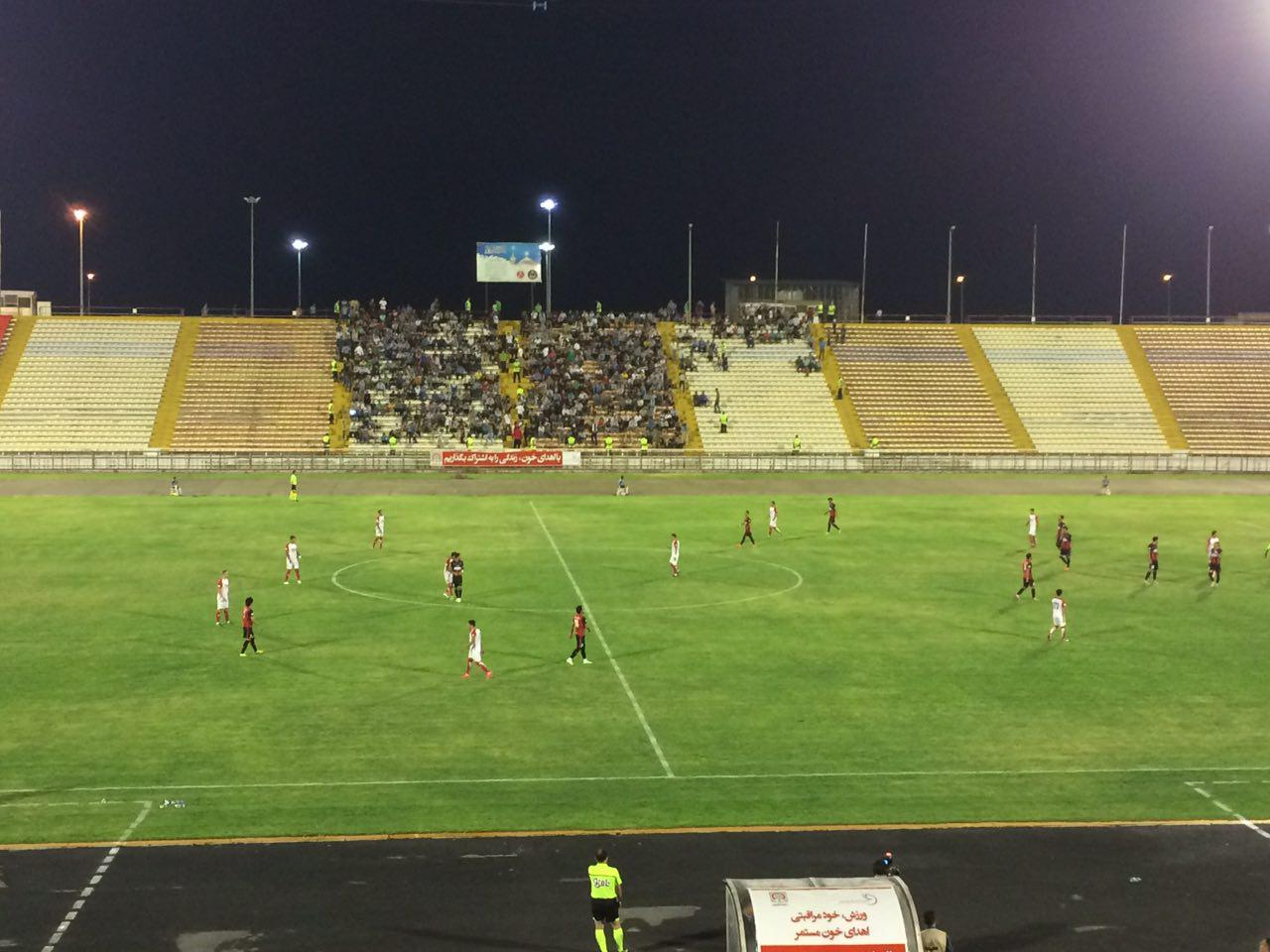
شهرآورد مشهد در ورزشگاه ثامن الائمه

شهرآورد مشهد در ورزشگاه تختی و ورزشگاه ثامن‌الائمه و ورزشگاه امام رضا برگزار می‌شود.

### آمار و اطلاعات

#### آمار کلی
در ۱۸ بازی گذشته دو تیم، پدیده ۸ بار و سیاه‌جامگان ۱ بار برنده شده‌اند و ۹ بازی نیز مساوی شده‌است.
آمارهای بازی‌های دو تیم از آغاز:
- پرگل‌ترین بازی: شهرآورد ۵ با ۹ گل
- بیشترین برد متوالی: شهرخودرو ۳ برد
- پرگل‌ترین تساوی:شهرآوردهای ۱ و ۲ و ۳ و ۹ و ۱۰ و ۱۲ و ۱۳ و ۱۶ با نتیجه ۱–۱
- پرتکرارترین نتیجه: نتیجهٔ ۱–۱ در ۸ بازی
- بهترین نتایج دو تیم:
پدیده: برد ۷–۲
سیاه‌جامگان: برد ۳–۰
- تعداد بازی در ورزشگاه:
ورزشگاه ثامن‌الائمه (۱۷)
ورزشگاه امام رضا (۱)

## ابومسلم و پیام
| #  | تاریخ      | ابومسلم - پیام | ابومسلم                                                         | پیام                                           | تورنمنت                           | تعداد تماشاگران | ورزشگاه            |
| -- | ---------- | -------------- | --------------------------------------------------------------- | ---------------------------------------------- | --------------------------------- | --------------- | ------------------ |
| ۱  | ۱۳۶۴-۱۰-۰۸ | ۱–۲            | حسین یوسفی (۴۲)                                                 | غلام اصغری (۲۸)، حسین اصغری (۷۰)               | لیگ مشهد                          |                 | ورزشگاه تختی       |
| ۲  | ۱۳۶۵-۰۱-۲۸ | ۱–۰            | حسین سید حسینی (۳۵)                                             |                                                | لیگ مشهد                          |                 | ورزشگاه تختی       |
| ۳  | ۱۳۶۵-۰۳-۱۶ | (پ۴–۵) ۱–۱     |                                                                 |                                                | لیگ خراسان                        |                 | ورزشگاه تختی       |
| ۴  | ۱۳۶۶-۰۳-۰۹ | ۵–۱            | حسین سید حسینی(۱۰)اکبر اعظم(۱۵)محمد اعظم(۳۸و۳۴)شهریار رضایی(۴۸) | آخوندزاده(۲۰)                                  | لیگ خراسان                        |                 | ورزشگاه تختی       |
| ۵  | ۱۳۶۶-۰۴-۱۱ | ۱–۰            | سعید سیامی (پ)(۵۷)                                              |                                                | لیگ مشهد                          |                 | ورزشگاه تختی       |
| ۶  | ۱۳۶۷-۰۴-۱۴ | ۲–۱            |                                                                 |                                                | لیگ خراسان                        |                 | ورزشگاه تختی       |
| ۷  | ۱۳۶۹-۰۱-۲۱ | ۰–۱            |                                                                 | مجید حسین پور                                  | لیگ خراسان                        |                 | ورزشگاه تختی       |
| ۸  | ۱۳۶۹-۰۶-۱۶ | ۱–۰            | مسعود حنطه (پ)(۲۳)                                              |                                                | لیگ دو                            | ۴۰۰۰            | ورزشگاه تختی       |
| ۹  | ۱۳۶۹-۰۸-۲۵ | ۰–۰            |                                                                 |                                                | لیگ دو                            | ۲۰۰۰            | ورزشگاه تختی       |
| ۱۰ | ۱۳۷۰-۰۶-۲۴ | ۰–۰            |                                                                 |                                                | لیگ خراسان                        | ۳۰۰۰            | ورزشگاه تختی       |
| ۱۱ | ۱۳۷۰-۰۹-۲۰ | ۰–۰            |                                                                 |                                                | لیگ خراسان                        | ۱۵۰۰            | ورزشگاه تختی       |
| ۱۲ | ۱۳۷۰-۰۱-۲۸ | ۰–۱            |                                                                 | رضا صاحبی(۸۸)                                  | لیگ خراسان                        |                 | ورزشگاه تختی       |
| ۱۳ | ۱۳۷۱-۱۰-۰۹ | ۰–۲            |                                                                 |                                                | لیگ برتر خراسان                   |                 | ورزشگاه تختی       |
| ۱۴ | ۱۳۷۲-۰۲-۲۶ | ۰–۱            |                                                                 |                                                | لیگ برتر خراسان                   |                 | ورزشگاه تختی       |
| ۱۵ | ۱۳۷۴-۰۶-۱۳ | ۲–۱            | مجید نظرزاده(۱۸)علی حنطه(۵۰)                                    | رضا صاحبی(۵)                                   | لیگ دو                            | ۶۰۰۰            | ورزشگاه تختی       |
| ۱۶ | ۱۳۷۴-۰۹-۱۷ | ۳–۱            | سعید اوصیا لقب(۱۲)فرهاد کوچک زاده(۶۲)مجید نظرزاده(۸۵)           | اکبر ایزدی(۷۸)                                 | لیگ دو                            | ۵۰۰۰            | ورزشگاه تختی       |
| ۱۷ | ۱۳۷۹-۱۲-۱۲ | ۲–۱            | اکبر مختاری(۱۱)مجید نظرزاده(۵۷)                                 | بهروز پاک نیت(۷۰)                              | لیگ دو                            | ۵۰۰۰            | ورزشگاه تختی       |
| ۱۸ | ۱۳۸۰-۰۱-۳۱ | ۲–۱            | محسن گروسی(۸۴و۳۳)                                               | سید مهدی حسینی(۴۵)                             | لیگ دو                            | ۷۰۰۰            | ورزشگاه تختی       |
| ۱۹ | ۱۳۸۷-۰۶-۱۸ | ۰–۱            |                                                                 | محمد سهیمی                                     | بازی دوستانه                      |                 | ورزشگاه ثامن‌الائمه |
| ۲۰ | ۱۳۸۷-۰۷-۳۰ | ۰–۱            |                                                                 | اشپیتیم آرفی (پ)(۸۶)                           | لیگ برتر فوتبال ایران ۸۸–۱۳۸۷     | ۵۰۰۰            | ورزشگاه ثامن‌الائمه |
| ۲۱ | ۱۳۸۷-۱۲-۰۳ | ۱–۱            | مهدی آقا محمدی(۱۲)                                              | حسین کوشکی(۶۰)                                 | لیگ برتر فوتبال ایران ۸۸–۱۳۸۷     | ۲۰۰۰            | ورزشگاه ثامن‌الائمه |
| ۲۲ | ۱۳۹۲-۰۶-۰۵ | ۲–۳            |                                                                 | داوود ناظمی(۱۵)یاسر بصیری(۳۵)ابراهیم براتی(۷۰) | بازی دوستانه                      |                 | ورزشگاه تختی       |
| ۲۳ | ۱۳۹۳-۰۷-۱۴ | ۱–۱            | منصور توحیدیان(۶۰)                                              | محمد معصومیان(۱۵)                              | لیگ دسته دوم فوتبال ایران ۹۴–۱۳۹۳ | ۱۰۰۰            | ورزشگاه ثامن‌الائمه |
| ۲۴ | ۱۳۹۳-۰۹-۱۹ | ۱–۱            | مهرداد نوری(۶۰)                                                 | محمد مجرد(۹۳)                                  | لیگ دسته دوم فوتبال ایران ۹۴–۱۳۹۳ | ۱۰۰۰            | ورزشگاه تختی       |

| رنگ      | توضیح       |
| -------- | ----------- |
| رنگ سیاه | برد ابومسلم |
| رنگ سبز  | برد پیام    |
| رنگ سفید | تساوی       |

### نتایج کلی
| رتبه | تیم     | بازی | برد | تساوی | باخت | گل‌های‌زده | گل‌های‌خورده | تفاضل‌گل | امتیاز |
| ---- | ------- | ---- | --- | ----- | ---- | -------- | ---------- | ------- | ------ |
| ۱    | ابومسلم | ۲۴   | ۹   | ۶     | ۹    | ۲۶       | ۲۲         | ۴       | ۳۳     |
| ۲    | پیام    | ۲۴   | ۹   | ۶     | ۹    | ۲۲       | ۲۶         | ۴-      | ۳۳     |

### آمار نتیجه‌ها
| تورنمنت  | بازی | برد ابومسلم | تساوی | برد پیام |
| -------- | ---- | ----------- | ----- | -------- |
| لیگ      | ۲۲   | ۹           | ۶     | ۷        |
| جام حذفی | ۰    | ۰           | ۰     | ۰        |
| دوستانه  | ۲    | ۰           | ۰     | ۲        |
| مجموع    | ۲۴   | ۹           | ۶     | ۹        |

### آمار کلی
در ۲۴ بازی دو تیم، ابومسلم ۹ بار و پیام ۹ بار برنده شده‌اند و ۶ بازی نیز مساوی شده‌است.
آمارهای بازی‌های دو تیم از آغاز:
- پرگل‌ترین بازی: شهرآورد ۴ با ۶ گل
- بیشترین برد متوالی: ابومسلم ۴ برد
- پرگل‌ترین تساوی:شهرآوردهای ۲۱، ۲۳ و ۲۴ با نتیجه ۱–۱
- پرتکرارترین نتیجه: نتیجهٔ ۰–۱ در ۸ بازی
- بهترین نتایج دو تیم:
ابومسلم: برد ۵–۱
پیام: برد ۲–۰
- تعداد بازی در ورزشگاه:
ورزشگاه تختی مشهد (۲۰)
ورزشگاه ثامن‌الائمه (۴)

### آمار گلزنان
- گلزنان
- سریع‌ترین گل:
رضا صاحبی  ۵' (پیام-لیگ دو)
- دیرهنگام‌ترین گل:
محمد مجرد  ۹۳' (پیام-لیگ دو)